# Mouche (constellation)
Musca
Pour les articles homonymes, voir Mouche (homonymie).
La Mouche ou la Mouche australe est une petite constellation, l'une des plus au sud de la voûte céleste. 

## Histoire
La constellation de la Mouche est proposée par les navigateurs hollandais Pieter Dirkszoon Keyser et Frederick de Houtman en 1536. L'astronome Johann Bayer l'introduit dans son Uranometria en 1603 sous le nom de l'Abeille.
Plus tard[Quand ?], Nicolas-Louis de Lacaille la rebaptise Mouche australe, afin de la différencier de la Mouche boréale, une constellation maintenant disparue[Comment ?] située près du Bélier. La suppression de cette constellation[Quand ?] permet de la rebaptiser simplement Mouche.
En 1679, Augustin Royer utilise[Où ?] ces étoiles pour sa constellation Fleur-de-Lys (représentant la fleur de lys en l'honneur de son souverain, Louis XIV).

## Étoiles principales

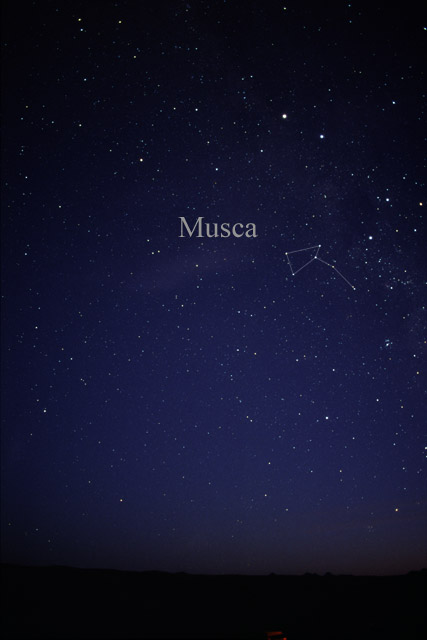
Constellation de la Mouche.

### αMuscae
α Muscae, la plus brillante étoile de la constellation de la Mouche avec une magnitude apparente de 2,69, est une sous-géante bleue, qui, à la distance de 306 années-lumière du système solaire, brille avec la luminosité de 20 000 Soleil pour un diamètre de 4 fois celui de ce dernier.
α Muscae est également une étoile variable de type Beta Cephei, modifiant sa magnitude d'un pour cent sur une période de 2,2 heures.
C'est aussi une étoile double, car elle possède un compagnon distant d'au moins 2 600 ua qui orbite en plus de 45 000 ans.

### Autres étoiles
Les régions du sud céleste sont assez peu lumineuses, mais le nord de la constellation de la Mouche renferme plusieurs étoiles relativement brillantes : mis à part α Muscae, on y trouve également β Muscae, de magnitude 3,10, et δ Muscae, de magnitude 3,60.
θ Muscae est une étoile Wolf-Rayet, la deuxième plus brillante que l'on connaisse. C'est une étoile triple.
On trouve dans la constellation de la Mouche la source de rayons X Nova Muscae 1991, une étoile binaire dont l'un des éléments serait un trou noir. Lors de sa détection en 1991, un rayonnement provenant de l'annihilation de positrons y fut mesuré.
HD 111232 possède une planète, massive comme 6,8 fois Jupiter, orbitant en 1 143 jours à la distance moyenne de 1,97 ua.
TYC 8998-760-1 est une jeune étoile, semblable au Soleil, qui possède deux planètes géantes environ 14 et 6 fois plus massives que Jupiter. Elles ont été détectées par imagerie directe ; c'est la première fois que plus d'une planète est directement imagée autour d'une étoile de type solaire.

## Objets célestes

NGC 5189 depuis l'observatoire de La Silla au Chili

Deux amas globulaires se situent dans cette constellation : NGC 4372 est distant de 30 000 années-lumière, NGC 4833 de 50 000.
On y trouve également les nébuleuses planétaires NGC 5189 et MyCn18. Cette dernière, dite nébuleuse du Sablier, est située à environ 8 000 années-lumière et apparaît au télescope comme un sablier, justement, composé d'une région centrale dense entourée en haut et en bas d'anneaux de matière éjectée.
Le nuage de la Mouche situé entre 490 et 650 années-lumière.